# Limerzel
Limerzel [limɛʁzɛl] je francouzská obec v departementu Morbihan v regionu Bretaň.

## Vývoj počtu obyvatel
Počet obyvatel

## Pamětihodnosti
- farní kostel Saint-Sixte vystavěný 1885 v novogotickém stylu
- kaple Saint-Clair
- fontána Saint-Clair
- kaple Saint-Julien
- kaple Saint-Laurent
- kaple Saint-Louis
- kalvárie na hřbitově
- kříž u kaple Saint-Clair
- kříž v místní části Crévéac
- komenda templářů
- château Bois-de-Roz, zámek v soukromých rukách jihovýchodně od obce
- château Pinieux
- panský dvůr Kerfaz ze 16. století